# Општина Бериславешти (Валча)
Бериславешти (рум. Berislăveşti) општина је у Румунији у округу Валча.
Oпштина се налази на надморској висини од 419 m.